# Ford Country Squire
Ford Country Squire (укр. Форд Кантрі Сквайр) — повнорозмірний універсал, який випускався компанією Ford з 1950 по 1991 роки, і базувався кожен раз на доступній лінійці повнорозмірних автомобілів модельних років. Як повнорозмірний універсал, він міг вміщати до 9 пасажирів. Country Squire був однією з канонічних машин для американських сімей.
Country Squire базувався на серії Custom DeLuxe 1950 і 1951 років, Crestline 1952 і 1954 років, Fairlane 1955—1958 років, Galaxie 1959—1966 років і LTD/LTD Crown Victoria 1967—1991 років.